# Kobe Steel
Kobe Steel, Ltd. (株式会社神戸製鋼所) eller Kobelco er japansk producent af stål, aluminium, kobber og maskiner. Den har hovedkvarter i Kobe. Kobe Steel har også andel i Osaka Titanium Technologies. Virksomheden blev etableret 1. september 1905, som en virksomhed der importerede jern og kul. De væsentligste produktionsfaciliteter er Kakogawa Steel Works og Kobe Steel Works. Kobe Steel er ejer af rugbyholdet Kobelco Steelers.
Kobe Steel er medlem af DKB og Sanwa keiretsu.